# Schutzholz

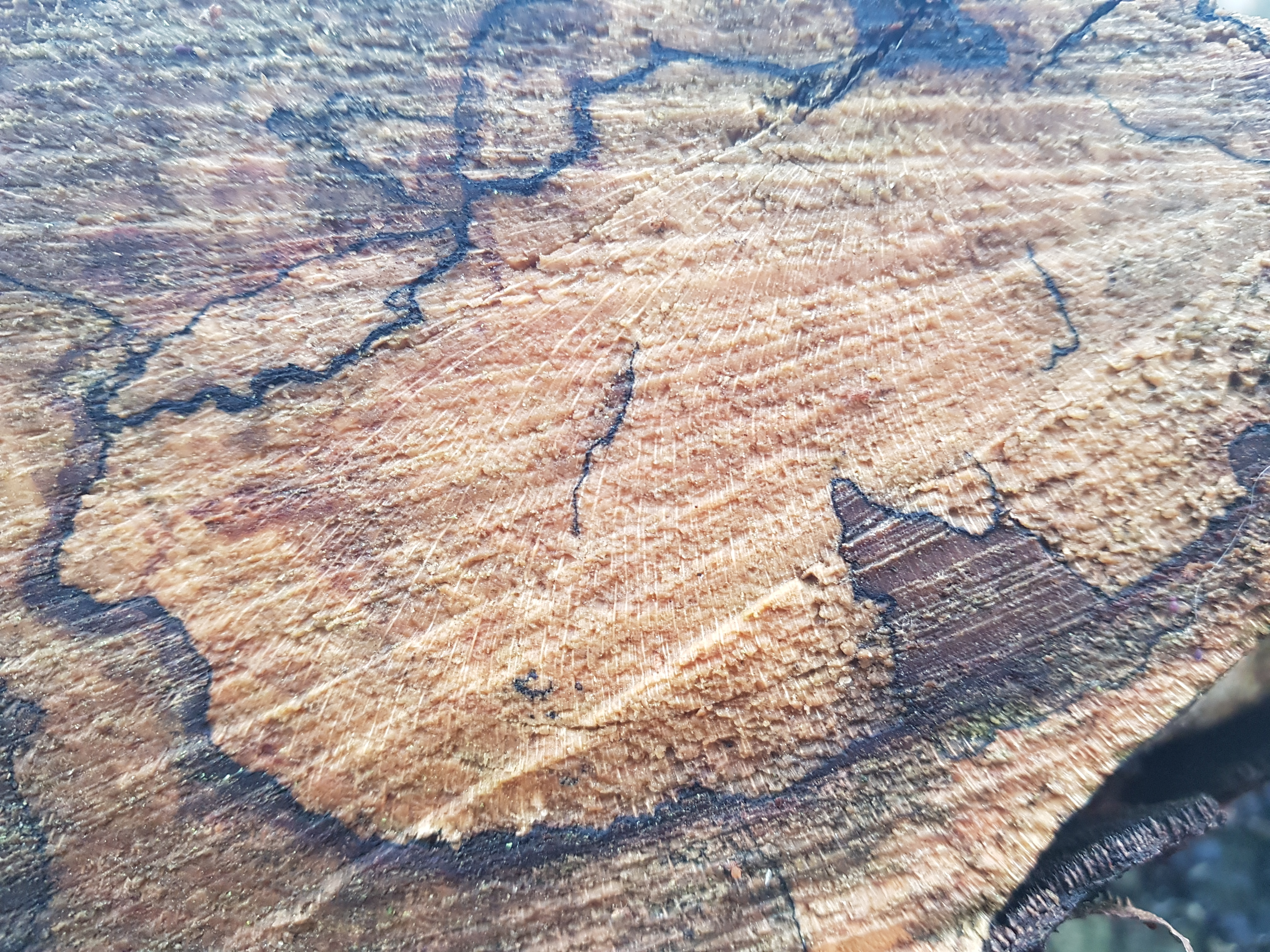
Schutzholz zeigt sich als dunkle Linie entlang der Wände 1-3 nach dem CODIT-Prinzip. Hier im Totast einer Rot-Buche.

Als Schutzholzzone wird im Rahmen des Wundverschlusses bei Bäumen nach dem CODIT-Prinzip ein dunkel verfärbter Bereich des Holzes bezeichnet, der auf die Verwundung aktiv reagiert und das abgestorbene Gewebe vom noch lebenden Gewebe abgrenzen soll. So soll primär die Ausweitung der Embolie und das spätere Durchdringen von Schaderregern aus dem verletzten Bereich in das lebende Gewebe verhindert werden. Die Grenzschicht entspricht den Wänden zwei und drei nach dem CODIT-Modell. Der Begriff Schutzholz wurde 1884 durch den in Berlin forschenden Biologen Albert Bernhard Frank („Uber die Gummibildung im Holze und deren physiologische Bedeutung“) eingeführt.

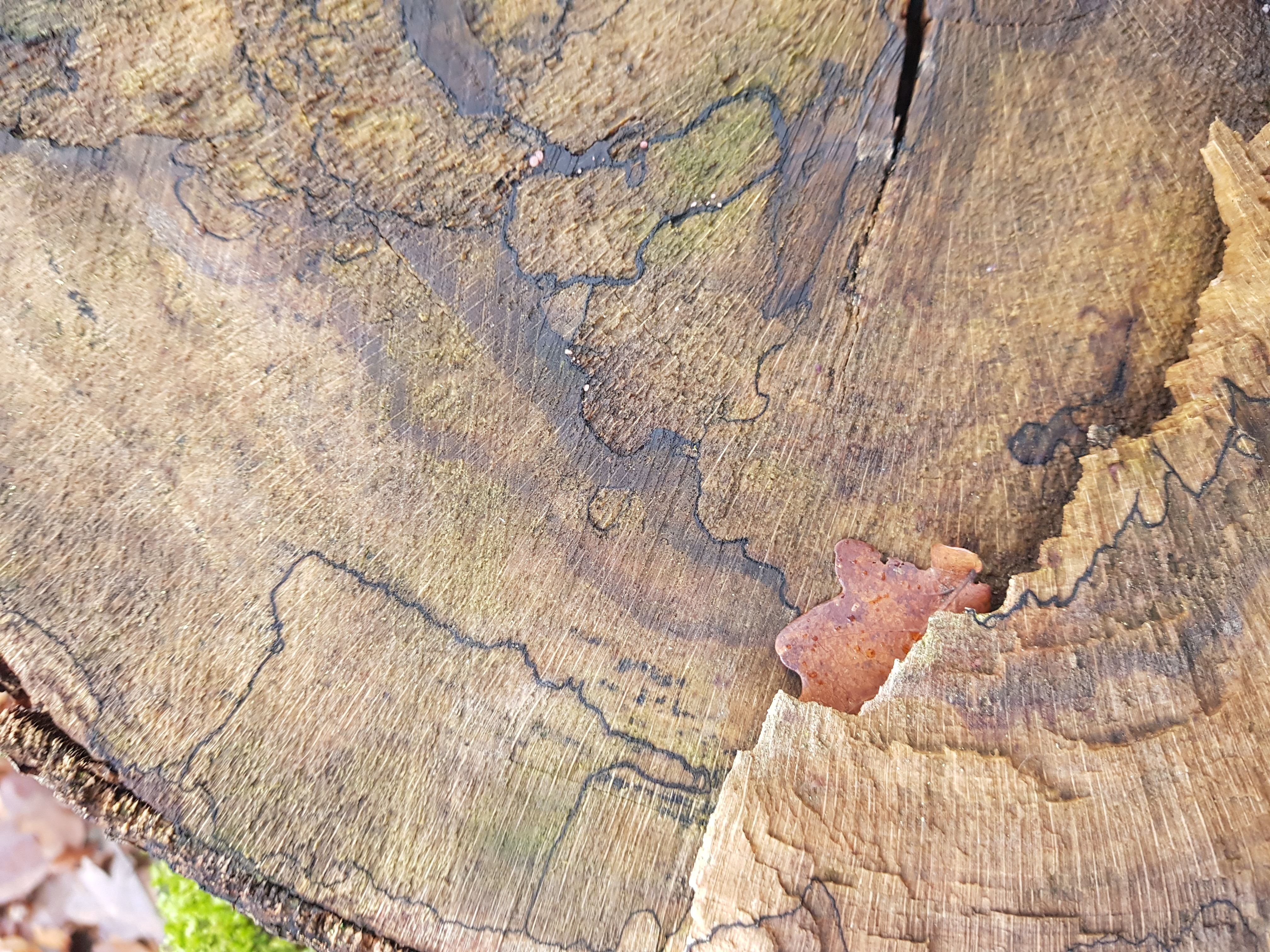
Im Querschnitt dieses Stubbens einer Rot-Buche sind deutlich die schwarzen Linien zu erkennen. Dies ist das so genannte Schutzholz.

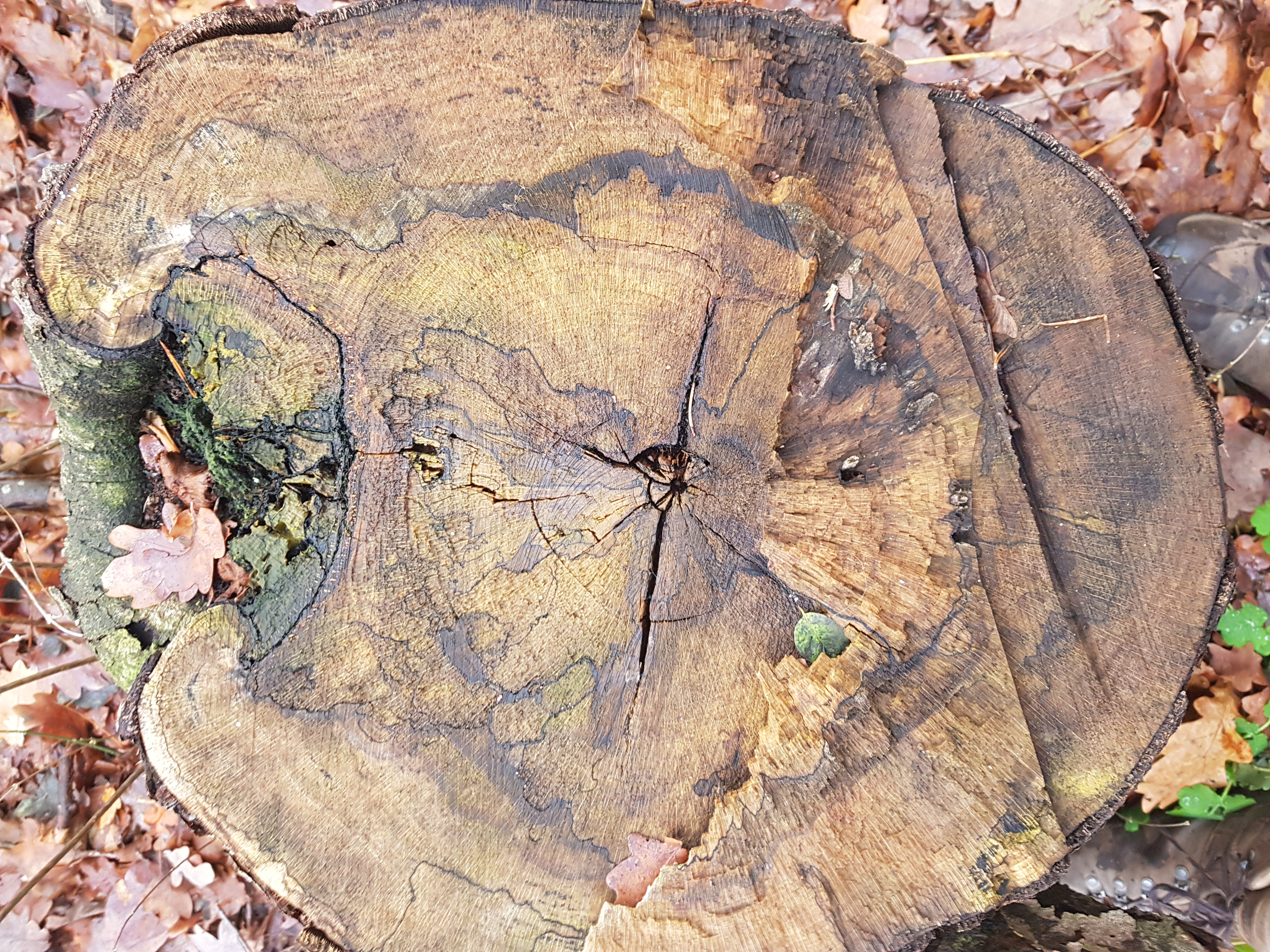
An diesem Stubben einer Rot-Buche kann man erkennen, dass der Fäuleerreger die Schutzholzzone immer wieder durchbrochen hat und der Baum daraufhin eine neue Schutzholzzone weiter außen im Querschnitt angelegt hat.

Nach einer äußeren Verwundung des Baums, bei der das Kambium freigelegt wird, bilden sich an den Wundrändern Überwallungen. Das darunter liegende Holz bildet dunkle Verfärbungen, die eine Abwehrreaktion darstellen, dieses Schutzholz genannte verfärbte Holz ist bei der forstlichen Nutzung unerwünscht. Meist handelt es sich um einen dunkelbraun verfärbten Bereich, der durch eine noch etwas dunklere Grenzschicht vom hell gefärbten normalen Holz scharf abgegrenzt ist. Nachdem durch eine Verwundung Luft in den Holzkörper eindringt, sterben im verletzten Splintholz die wundnahen Parenchymzellen ab und bilden dabei Wuchsstoffe. Diese Wuchsstoffe führen bei benachbarten Parenchymzellen zur Anregung der Abschottungsreaktion, also dem Verschluss von Gefäßen und dem Aggregieren von Inhaltsstoffen (bspw. Phenol).  Im Schutzholz kommt es zur Verthyllung, dem Verschließen der wasserleitenden Tracheen des Holzes. Die eingelagerten Inhaltsstoffe, die auch als Abwehr gegen holzzerstörende Pilze und Mikroorganismen dienen, führen zur dunklen Färbung. Die Schutzholzbildung ähnelt der Bildung eines Falschkerns.
Eine ähnliche Schutzzone bildet sich an der Basis eines abgestorbenen Asts, bei der ebenfalls Verthyllung und eine dunkel gefärbte, mit Schutzstoffen angereicherte Schutzzone zwischen dem lebenden Holz und dem toten Ast ausgebildet wird.